# Convenção de Itu

Símbolo utilizado pelos primeiros republicanos: o brasão imperial com um barrete frígio no lugar da coroa

A Convenção de Itu foi a primeira convenção republicana do Brasil. Foi realizada em 18 de abril de 1873 na cidade paulista de Itu, na residência de Carlos Vasconcelos de Almeida Prado, com a presença do então deputado Prudente de Morais e representantes republicanos das classes tanto conservadora quanto liberal de várias cidades paulistas.

## A convenção
Na convenção, foi aprovada a criação de uma assembleia de representantes republicanos que se reuniria em São Paulo. Uma comissão designaria os negócios do partido. Participaram 133 convencionais, sendo 78 cafeicultores e 55 de outras profissões, a representar os republicanos de várias cidades paulistas.
A assembleia, presidida pelo agricultor ituano/indaiatubano João Tibiriçá Piratininga, revestiu-se de solenidade, cujas deliberações conclamaram os espíritos para a campanha liberal, que culminaria com a implantação do regime republicano federativo. Dali surgiria o primeiro partido republicano verdadeiramente organizado, que posteriormente se aliaria aos futuros partidos republicanos fluminense e mineiro, bem como aos militares e à igreja católica, culminando com a Proclamação da República do Brasil em 1889.